# Darma Raharja
Darma Raharja is een bestuurslaag in het regentschap Lahat van de provincie Zuid-Sumatra, Indonesië. Darma Raharja telt 736 inwoners (volkstelling 2010).